# لایحه طرح‌ها را بخوانید
لایحه طرح‌ها را بخوانید (انگلیسی: Read the Bills Act) قانونی پیشنهادی است که قصد دارد خواندن قوانینی که تصویب می‌شود را الزامی کند. این طرح در ابتدا در سال 2006 از سوی سازمان غیرانتفاعی داونسایز دی‌سی که بر کوچک کردن اندازه حکومت فدرال متمرکز است پیشنهاد شد.
سناتور رند پال در نوامبر ۲۰۱۰ حمایت خود را از آن ابراز داشتو اسپانسر آن شد.